# مونيكا غروبر
مونيكا غروبر (بالألمانية: Monika Gruber)‏ (و. 1971  م) هي ممثلة مسرحية، وممثلة أفلام ألمانية، ولدت في فارتينبيرغ (بافاريا العليا).

## جوائز
حصلت على جوائز منها:
- Friedestrompreis  [لغات أخرى]‏ (2016)
- جائزة إرنست هوفيريتشر [الإنجليزية]‏ (2007)
- جائزة الكباريه البافارية  [لغات أخرى]‏
- وسام الاستحقاق البافاري

## وصلات خارجية
- مونيكا غروبر على موقع IMDb (الإنجليزية)
- مونيكا غروبر على موقع مونزينجر (الألمانية)
- مونيكا غروبر على موقع ألو سيني (الفرنسية)
- مونيكا غروبر على موقع ميوزك برينز (الإنجليزية)
- مونيكا غروبر على موقع أول موفي (الإنجليزية)
- مونيكا غروبر على موقع قاعدة بيانات الفيلم (الإنجليزية)
- مونيكا غروبر على موقع كينوبويسك (الروسية)